# Prêmio Lennart Nilsson

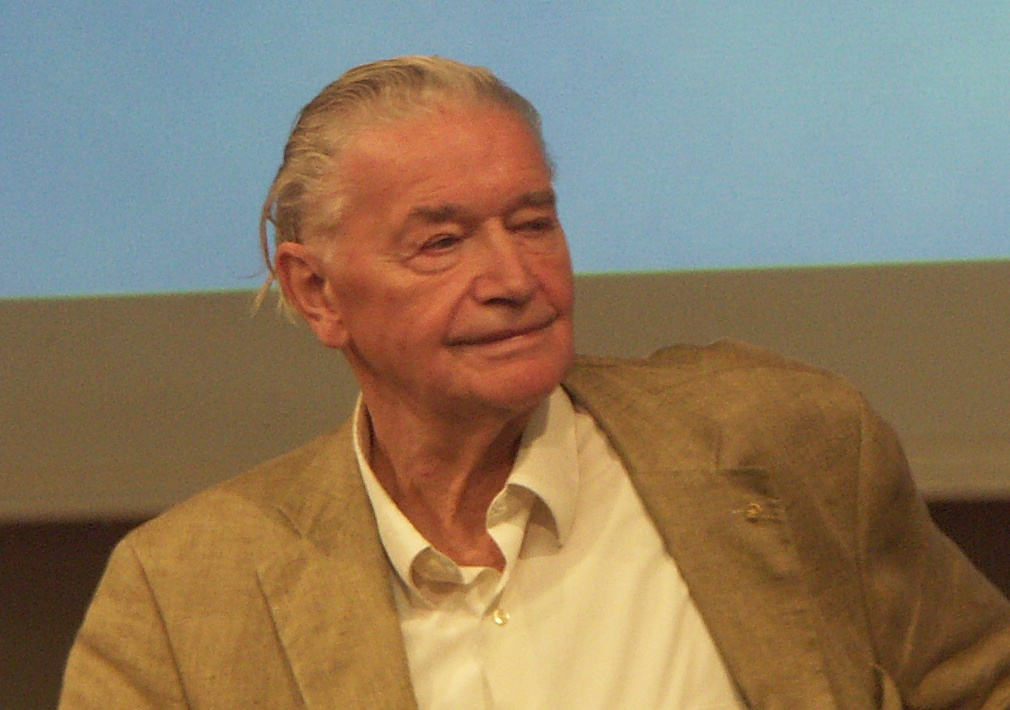
Lennart Nilsson, professor que da nome ao prêmio

O Prêmio Lennart Nilsson (em inglês:  Lennart Nilsson Award) é concedido em reconhecimento a contribuições à ciência da fotografia. É administrado pela Fundação Lennart Nilsson e concedido anualmente pelo Instituto Karolinska. Seu valor monetário é de SEK 100.000. O prêmio foi concedido a primeira vez em 1998, em memória do professor Lennart Nilsson.

## Recipientes
- 1998 Nils Åslund
- 1999 James Henderson
- 2000 David Malin (Anglo-Australian Observatory)
- 2001 David Doubilet
- 2002 Oliver Meckes e Nicole Ottawa
- 2003 David Barlow (Universidade de Southampton)
- 2004 Göran Scharmer (Institute for Solar Physics)
- 2005 Frans Lanting
- 2006 Satoshi Kuribayashi
- 2007 Felice Frankel (Universidade Harvard e Instituto de Tecnologia de Massachusetts)
- 2008 Anders Persson (Universidade de Linköping)
- 2009 Carolyn Porco (Space Science Institute) e Babak Amin Tafreshi
- 2010 Kenneth Libbrecht (Instituto de Tecnologia da Califórnia)
- 2011 Nancy Kedersha
- 2012 Hans Blom
- 2014 Timothy Behrens